# Jerihonska ruža (Lycopodiopsida)
Jerihonska ruža (lat. Selaginella lepidophylla), pustinjska biljna vrsta iz porodice Selaginellaceae, razred Lycopodiopsida, koja ima zajedničku karakteristiku kao i biljka Anastatica hierochuntica, da preživi i nekoliko godina bez vode. Nakon što se listovi osuše i otpadnu ona se sklupča čekajući dok ne padne kiša (što može potrajati godinama), ili dok je vjetar ne odnese na mjesto gdje ima vlage, da bi kroz par sati ozelenila.
Jerihonska ruža, S. lepidophilla, raširena je u pustinjama jugozapadnog SAD-a i Meksika.